# Rhinocricus pycnus
Rhinocricus pycnus är en mångfotingart som beskrevs av Chamberlin 1923. Rhinocricus pycnus ingår i släktet Rhinocricus och familjen Rhinocricidae. Inga underarter finns listade i Catalogue of Life.